# Chiesa di Sant'Andrea Apostolo (Ronchis)
La chiesa di Sant'Andrea Apostolo è la parrocchiale di Ronchis, in provincia ed arcidiocesi di Udine; fa parte della forania della Bassa Friulana.

## Storia
La prima citazione della precedente chiesa di Ronchis, costruita forse nel Medioevo, risale al 1518.
Intorno alla metà del XVIII secolo detta chiesetta venne demolita per far posto alla nuova parrocchiale, edificata nel 1753 e consacrata l'8 settembre 1760 dal patriarca di Venezia Giovanni Bragadin. 
Nel 1778 fu costruito il campanile, innalzato fino all'altezza di 42 metri nel 1900.
Tra il 1957 e il 1958 la chiesa fu completamente ristrutturata.